# انجم‌آباد
انجم‌آباد ، روستایی از توابع بخش مرکزی شهرستان رباط‌کریم در استان تهران ایران است.
شغل اصلی مردم روستا کشاورزی و از نوع تولید انگور می‌باشد.

## جمعیت
این روستا در دهستان منجیل‌آباد قرار دارد و براساس سرشماری مرکز آمار ایران در سال ۱۳۸۵، جمعیت آن ۲٬۸۵۰ نفر (۵۷۲خانوار) بوده‌است.
روستای انجم آباد به علت داشتن باغات کشاورزی به یک قطب تولید انگور در منطقه مشهور شده است.و بر همین اساس شغل اکثر مردم کشاورزی می‌باشد.